# Gare d'Anthéor-Cap-Roux
La gare d'Anthéor-Cap-Roux  est un point d’arrêt de la ligne de Marseille-Saint-Charles à Vintimille (frontière), située au lieudit Anthéor sur le territoire de la commune de Saint Raphaël, dans le département du Var en région Provence-Alpes-Côte d'Azur en France.
C'est une halte voyageurs de la Société nationale des chemins de fer français (SNCF), desservie par des trains express régionaux TER Provence-Alpes-Côte d'Azur.

## Situation ferroviaire
Établie à 30 mètres d'altitude, la halte d'Anthéor-Cap-Roux  est située au point kilométrique (PK) 173,787 de la ligne de Marseille-Saint-Charles à Vintimille (frontière), entre les gares d'Agay et du Trayas. La gare comporte deux quais latéraux : le quai 1 mesure 143 m et le quai 2, 150 m.

## Histoire
Ouverte le 15 mai 1933.

## Service des voyageurs

### Accueil
Gare SNCF, c'est un point d'arrêt non géré (PANG) à entrée libre.

### Desserte
Anthéor-Cap-Roux est desservie par des trains express régionaux TER Provence-Alpes-Côte d'Azur, qui effectuent des missions entre Les Arcs - Draguignan et Nice-Ville.

### Fréquentation
Selon les données publiées annuellement par la SNCF, la fréquentation de la gare est la suivante depuis 2015 :
| 2015  | 2016  | 2017  | 2018  | 2019  | 2020  | 2021  | 2022   | 2023   | 2024   |
| ----- | ----- | ----- | ----- | ----- | ----- | ----- | ------ | ------ | ------ |
| 4 098 | 3 867 | 3 503 | 3 680 | 6 677 | 5 313 | 8 814 | 11 494 | 15 067 | 16 306 |

### Intermodalité
Plage et port de plaisance sont à quelques mètres.